# Unterbaselbiet
Unterbaselbiet ist die Bezeichnung für den westlichen, flächenmässig kleineren aber bevölkerungsmässig grösseren, Teil des Kantons Basel-Landschaft ohne Laufental.
Bis 1798 war das Gebiet Untertanenland des eidgenössischen Ortes Basel und auch als Basler Landschaft bekannt. Das Unterbaselbiet unterscheidet sich (bzw. unterschied sich bis vor wenigen Jahrzehnten) auch sprachlich von den anderen Regionen des Baselbiets, dem Oberbaselbiet und dem Laufental.
Aus welchen Gemeinden das Unterbaselbiet genau besteht, ist unklar. Im Kern besteht es sicherlich aus dem Birseck. Ansonsten wird es aber meistens dadurch definiert, dass das Unterbaselbiet jener Teil des Kantons Baselland ist, der nicht Laufental und nicht Oberbaselbiet ist. Das sind in der Regel die Gemeinden des Bezirks Arlesheim, wobei die Gemeinden Muttenz, Birsfelden (beide Bezirk Arlesheim) bzw. Pratteln und Augst (beide Bezirk Liestal) mal dem Ober-, mal dem Unterbaselbiet zugeordnet werden (siehe dazu Oberbaselbiet).